# Siêu sao siêu xịt
Wannueng Jaa Pben Superstar (tiếng Thái: วันหนึ่งจะเป็นซุปตาร์) là bộ phim truyền hình Thái Lan phát sóng vào năm 2015. Phim với sự tham gia của Puttichai Kasetsin và Ramita Mahapreukpong. Phim được phát sóng trên kênh GMM 25.

## Nội dung
Phim kể về một cô tiểu thư muốn làm ngôi sao và một chàng diễn viên lặn khỏi showbiz sau scandal lộ clip sex. Wan Nueng là một cô gái trẻ đam mê diễn xuất, bất chấp sự phản đối của bố mẹ, cô một mình ở lại Thái Lan để tim con đường đi riêng cho mình, với hy vọng sẽ trở thành một ngôi sao. Win Pakorn là một diễn viên nổi tiếng đã rút khỏi giới giải trí vì sự cố lộ clip nhạy cảm. Sau thời gian sống ở nước ngoài, anh quay trở về Thái và mua lại ngôi nhà của Wan Nueng. Tai đây hai người đã gặp gỡ nhau, những tính huống hài hước dở khóc dở cười đã xảy ra trong chính ngôi nhà này. Từ một người khó tính hay cáu bẳn Win trở nên thân thiện hơn với Wan Nueng xinh tươi vui nhộn. Anh giúp cô, hướng dẫn cô diễn xuất. Những cảm xúc cũng không còn như ban đầu, Wan Nueng đã thương thầm Win Pakorn. Đúng lúc này thì May trở lại trong cuộc sống của Pakorn. Hai người đã từng yêu nhau tha thiết.

## Diễn viên
- Puttichai Kasetsin vai Win Pakorn
- Ramita Mahapreukpong vai Wan Neung
- Sattaphong Phiangphor vai MeeDee
- Virithipa Pakdeeprasong vai May
- Anuruk Boonpermpoon vai Tom
- Kittiphong Tantichinanon vai Aut
- Thanawat Prasitsomporn vai LukPit

## Ca khúc nhạc phim
- อยากเป็นคนสำคัญของเธอ / Yahk Bpen Kon Sumkun Kaung Tur - Ramita Mahapreukpong
- โดดเดี่ยวด้วยกัน - เก็ตสึโนวา Feat. แพรวา Yellow fang
- แสนล้านนาที - Puttichai Kasetsin